# Calabaria reinhardtii
Calabaria reinhardtii (Schlegel, 1848) è un serpente della famiglia dei Boidi, diffuso in Africa occidentale. È l'unica specie del genere Calabaria e della sottofamiglia Calabariinae.

## Distribuzione e habitat
L'areale della specie comprende Sierra Leone, Liberia, Costa d'Avorio, Ghana, Togo, Benin, Nigeria, Camerun, Gabon, Repubblica Centrafricana, Repubblica del Congo e Repubblica Democratica del Congo.